# استیسی سانچز
استیسی سانچز (انگلیسی: Stacy Sanches؛ زادهٔ ۴ سپتامبر ۱۹۷۳) یک هنرپیشه اهل ایالات متحده آمریکا است.